# 8. návštěvní expedice (ISS)
8. návštěvní expedice (rusky Восьмая экспедиция посещения, ЭП-8) na Mezinárodní vesmírnou stanici (ISS) byla krátkodobá výprava italského astronauta ESA Roberta Vittori na stanici. Po týdenním pobytu na stanici a splnění vědeckého programu se Vittori vrátil na Zem.

## Posádka

### Hlavní
- Roberto Vittori (2), palubní inženýr 2, ESA

V závorkách je uveden dosavadní počet letů do vesmíru včetně této mise.

### Záložní
- Robert Thirsk, palubní inženýr 2, CSA

## Průběh výpravy

### Přípravy
Mezinárodní vesmírná stanice (ISS) byla od začátku listopadu 2000 trvale osídlena lidmi. Základní posádky stanice byly do havárie Columbie střídány raketoplány, jako záchranné čluny jim sloužily lodě Sojuz. Po přerušení letů raketoplánů v důsledku havárie byla velikost základních posádek stanice snížena na dva kosmonauty, jejichž dopravu zajišťovaly Sojuzy. Třetí místo v Sojuzech obsazovali členové návštěvních posádek, po týdnu se vracející na Zem starým Sojuzem.
V květnu 2001 se ESA dohodla s Roskosmosem na pravidelné účasti evropských astronautů v návštěvních expedicích. K letu v dubnu 2005 v Sojuzu TMA-6 byl určen italský astronaut ESA Roberto Vittori, dohoda o letu byla podepsána v říjnu 2004 mezi Roskosmosem, ESA a oblastí Lazio. Mise byla v prosinci 2004 pojmenována „Eneide“. Název připomínal dlouhé putování Aineia, hrdiny Vergiliova eposu Aeneis. Vittori zahájil výcvik ve Středisku přípravy kosmonautů (CPK) v Hvězdném městečku už v srpnu 2004.

### Průběh letu
Sergej Krikaljov a John Phillips z Expedice 11 společně s Vittorim odstartovali 15. dubna 2005 v 0:46 UTC z kosmodromu Bajkonur v lodi Sojuz TMA-6; po dvou dnech samostatného letu se 17. dubna ve 2:20 UTC spojili se stanicí.
Po spojení se kosmonauti uvítali se stálou posádkou ISS, vyložili náklad pro stanici a zahájili pokusy programu Eneide (některé experimenty probíhaly už od počátku března, kdy zásobovací Progress M-52 přivezl na ISS potřebné přístroje, nebo v průběhu přibližování Sojuzu TMA-6 k ISS). Část vybavení nezbytného pro experimenty (31,1 z 68,3 kg přístrojů a materiálů) si přivezli kosmonauti sami, zbytek dopravil na stanici zmíněný Progress.
Mezi lékařsko-biologické experimenty programu Eneide patřilo studium vývoje neuronů ve stavu beztíže u hmyzu (CRISP-2); studium vlivu beztíže na vyšší rostliny (AES): růst fazolí v beztíži (Beans); klíčení vyšších rostlin v beztíži (Seedlings); růst řízků vinné révy a chování jejich úponků v beztíži (Vino). Dále studium vlivu radiace a beztíže na vývoj buněčné kultury thyroidních buněk u krys (FRTL5); studium vlivu podmínek kosmického letu na lyofilizované kultury mikroorganismů a spor (MIS); studium vlivu beztíže na práceschopnost horních končetin člověka (HPA);
sledování role neurotrofinů na fyziopatologické projevy stresu a ovlivnění nervového a imunitního systému člověka v podmínkách kosmického letu (NGF); sledování subjektivního vjemu svislé polohy těla v podmínkách mikrogravitace (VSV); sledování souhry vjemů pohybu těla ortostatickým a zrakovým ústrojím člověka (ETD-I); degustace vzorků pokrmů z oblasti Lacio v Itálii (FTS); sledování adaptace vestibulárního aparátu člověka k podmínkám mikrogravitace (MOP-I) a konečně testování nových inteligentních snímačů pro sledování fyziologických funkcí těla člověka (HBM).

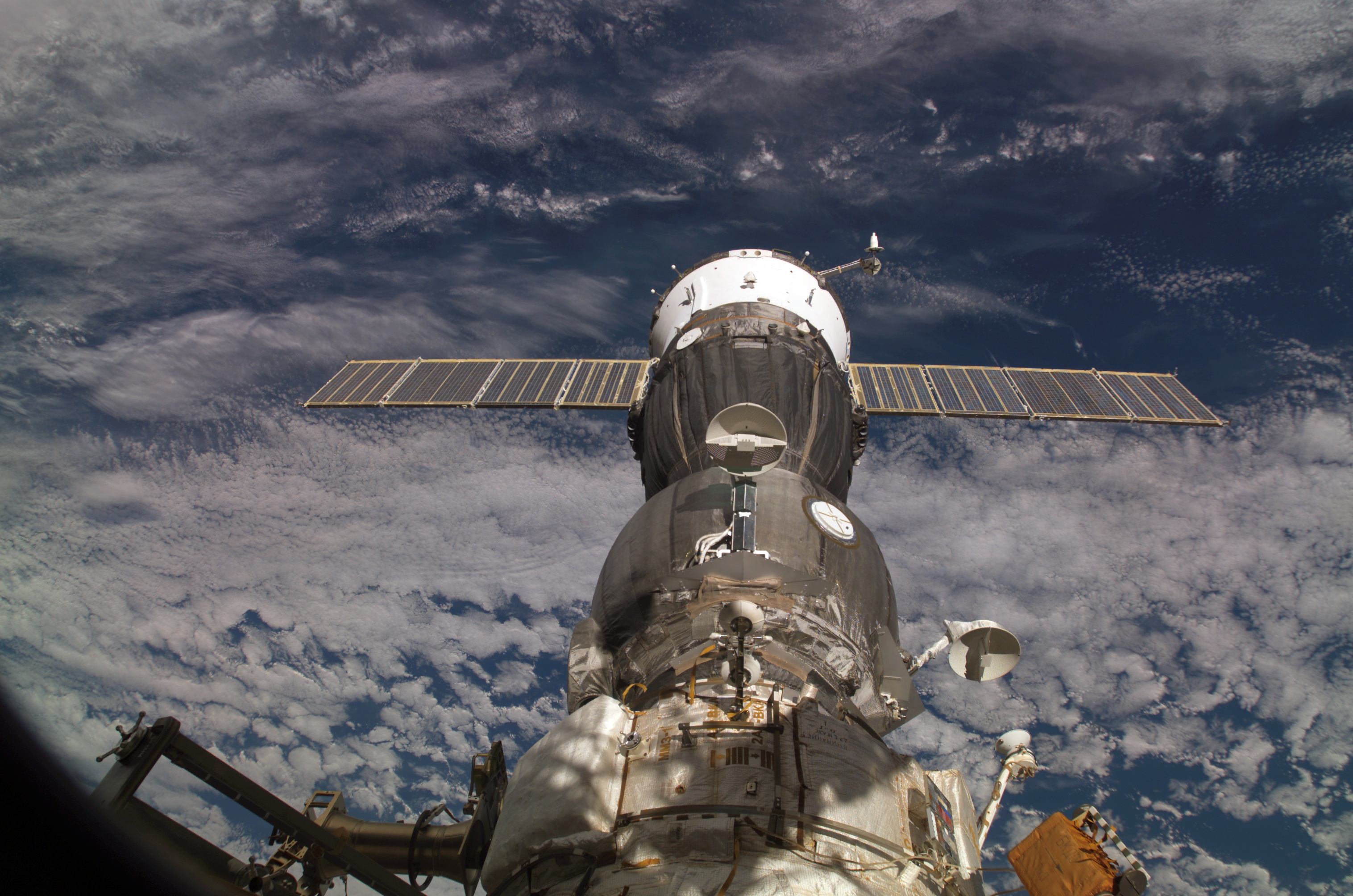
Sojuz TMA-6 připojený k modulu Pirs stanice ISS, 18. dubna 2005

Technologickými experimenty byly Eneide, registrace navigačních údajů ze systému GPS a EGNOS (European Geostationary Navigation Overlay System) během autonomního letu Sojuzu TMA-6 a během jejího letu v sestavě ISS; Lazio, registrující kosmické záření a studující souvislostí jeho intenzity se záblesky ve sklivci očí a vliv různých stínicích materiálů a rovněž studující magnetického prostředí (program ); EST, vyhodnocující funkčnost různých komerčně dostupných elektronických součástek v podmínkách kosmického letu; E-Nose, zkoušející prototyp elektronického zařízení pro detekci pachů; SPQR, testující laserové zařízení k lokalizaci a zobrazení ISS ze Země a ASIA sledující vliv podmínek kosmického letu na desku s elektronickými obvody.
Vittori se věnoval i vzdělávacím aktivitám. Bylo to studium molekulárních mechanismů regulujících fyziologii osteoblastů v buněčné kultuře lidské tkáně MG-63 v podmínkách mikrogravitace v experimentu BOP; pořízení videozáznamu s demonstrací elektrostatického přitahování makroskopických krystalových nebo molekulárních struktur v programu ESD a radioamatérská spojení se žáky a studenty na Zemi v programu ARISS-4.
Celkem se Vittori věnoval vědeckému programu Eneide 39 hodin a 0 minut, s pokusy pomohli i Sergej Krikaljov (6 hodin a 50 minut) a Saližan Šaripov (3 hodiny a 40 minut). Na Zem Vittori přivezl 15,1 kg materiálů s výsledky experimentů.
Po týdenním pobytu na ISS se 24. dubna 2005 v 18:42 UTC Vittori s vracející se posádkou Expedice 10 v Sojuzu TMA-5 odpoutali od stanice a téhož dne v 22:07 UTC přistáli v severním Kazachstánu, nedaleko od Arkalyku.